# Базар (остров, Каспийское море)
База́р — остров в России, в Каспийском море, в составе архипелага Чечень. Он расположен в Республике Дагестан, в городском округе Махачкала. Климат острова холодный и сухой.

## Этимология
Название острова происходит от татарского слова «базар» ― «плоскость».

## География
Остров Базар находится севернее Аграханского полуострова, в составе архипелага Чечень. К востоку от острова расположен остров Пичужонок, к северу ― Чечень, к югу ― Яичный. Остров отделён от других мелководными проливами: от острова Пичужонок — Яичным Проходом, острова Яичный — проливом Калмычонок.
Береговая линия острова изменчива вследствие колебаний уровня моря, наносов Терека, течений и передвижения дюн. Сам остров Базар испещрён заливами и бухтами Каспийского моря. Длина острова составляет примерно 4 км, ширина ― до 3 км. Площадь острова Базар около 8 км².
В период пересыхания воды в Каспийском море пролив между островами Яичный и Базар исчезает, и два острова превращаются в один.

## История
Остров был образован наносами рек Сулак и Терек. В результате повышения уровня воды в Каспийском море в начале XXI века площадь Базара значительно сократилась, но в связи с обмелением Каспия в 2010-х гг. она, как и площадь других островов архипелага, постепенно растёт.

## Климат
Средняя температура на острове составляет 12°С. Самый теплый месяц — июль (26 °C), а самый холодный — январь (−2 °C). Среднегодовое количество осадков составляет 482 мм. Самый влажный месяц — декабрь (69 мм осадков), а самый сухой — август (16 мм).
| Климатограмма острова Базар           | Климатограмма острова Базар | Климатограмма острова Базар | Климатограмма острова Базар | Климатограмма острова Базар | Климатограмма острова Базар | Климатограмма острова Базар | Климатограмма острова Базар | Климатограмма острова Базар | Климатограмма острова Базар | Климатограмма острова Базар | Климатограмма острова Базар |
| ------------------------------------- | --------------------------- | --------------------------- | --------------------------- | --------------------------- | --------------------------- | --------------------------- | --------------------------- | --------------------------- | --------------------------- | --------------------------- | --------------------------- |
| Я                                     | Ф                           | М                           | А                           | М                           | И                           | И                           | А                           | С                           | О                           | Н                           | Д                           |
| 44 0 −4                               | 53 1 −4                     | 20 5 1                      | 20 12 5                     | 47 18 15                    | 56 27 22                    | 42 28 23                    | 16 27 24                    | 44 24 20                    | 40 14 11                    | 30 7 6                      | 69 5 1                      |
| Температура в °C • Сумма осадков в мм |                             |                             |                             |                             |                             |                             |                             |                             |                             |                             |                             |